# لوروا مكافي
لوروا مكافي هو محامي وسياسي أمريكي، ولد في 1837، وتوفي في 1873 في يورك في الولايات المتحدة. انتخب عضو مجلس نواب كارولينا الشمالية ‏.